# نقض العهد
نقض العهد هو عدم الوفاء بما أعلن الإنسان الالتزام به، أو قطعه على نفسه من عهد أو ميثاق، سواء فيما بينه وبين الله تعالى، أو فيما بينه وبين النَّاس. وهذه صفة وخُلُق إنساني مذموم وسلوك سيئ قد يضر بالشخص نفسه أو بغيره، والنقض: ضد الإبرام، وهو إفساد ما أبرمت من عقد أو بناء، نقض الشَّيء نقضًا أفسده بعد إحكامه، وأصل هذه المادة يدلُّ على نكث شيء.
قال الرَّاغب: (النَّقض: انتثار العقد من البناء والحبل والعقد، وهو ضدُّ الإبرام، ومن نقض الحبل والعقد استعير نقض العهد).
والعهد: الوصية، والأمان، والموثق، والذِّمة، ومنه قيل للحربي يدخل بالأمان: ذو عهد ومعاهد، وقد عَهِدْتُ إليه، أي أوصيته، ومنه اشتُقَّ العَهْدُ الذي يكتب للوُلاةِ، وأصل هذه المادة يدل على الاحتفاظ بالشَّيء.
قال الجرجانيُّ: (العهد: حفظ الشَّيء ومراعاته حالا بعد حال. هذا أصله ثمَّ استخدم في الموثق الذي يلزم مراعاته).

## معاني العهد
يأتي العهد على عدة معان، وهي:
1. الموثق واليمين يحلف بها الرجل والجمع كالجمع، تقول: علي عهد الله وميثاقه، وقيل: ولي العهد، لأنه ولي الميثاق الذي يؤخذ على من بايع الخليفة.
2. الوصية، يقال عهد إليَّ في كذا: أوصاني.
3. التقدم للمرء في الشيء، ومنه العهد الذي يكتب للولاة، والجمع: عهود، وقد عهد إليه عهدًا.
4. الوفاء والحفاظ ورعاية الحرمة.
5. الأمان، قال شمر: العهد الأمان، وكذلك الذمة، تقول: أنا أعهدك من هذا الأمر، أي: أؤمنك منه، ومنه اشتقاق العهدة.
6. الالتقاء، وعهد الشيء عهدًا عرفه، وعهدته بمكان كذا أي لقيته وعهدي به قريب.
7. ما عهدته فثافنته، يقال: عهدي بفلان وهو شاب، أي: أدركته فرأيته كذلك.
8. المنزل الذي لا يزال القوم إذا انتأوا عنه رجعوا إليه، ويقال له: المعهد - أيضًا- وكذلك المنزل المعهود به الشيء يقال له: العهد، قال ذو الرمة:هل تعرف العهد المحيل رسمه.
9. أول مطر، والولي الذي يليه من الأمطار، وفي الصحاح: العهد: المطر الذي يكون بعد المطر، وقد عهدت الأرض فهي معهودة أي: ممطورة.
10. الزمان.
11. التوحيد.
12. الضمان.

## فروق لغوية
الفرق بين العهد والوعد: 
قيل: العهد ما يكون من الجانبين، وأمَّا ما يكون من جانب فوعد، ونقضه خلف وعد.
والفرق بين نَّقض العهد والخيانة: 
أنَّ الخيانة تقتضي نقض العهد سرًّا، أمَّا النَّقض فإنَّه يكون سرًّا وجهرًا، ومن ثمَّ يكون النَّقض أعمُّ من الخيانة ويرادفه الغدر، وضدُّ الخيانة الأمانة، وضدُّ النَّقض: الإبرام.

## نقض العهد في منظور الإسلام
ذم الشرع الإسلام نقض العهد وحذر منه ونهى عنه، في مواضع عدة:
- في القرآن:

قال تعالى: ﴿الَّذِينَ يَنْقُضُونَ عَهْدَ اللَّهِ مِنْ بَعْدِ مِيثَاقِهِ﴾ [البقرة:27].
قال السدي: (هو ما عهد إليهم في القرآن فأقروا به، ثم كفروا فنقضوه).
وقال السعدي: (وهذا يعمُّ العهد الذي بينهم وبينه، والذي بينهم وبين عباده الذي أكده عليهم بالمواثيق الثقيلة والإلزامات، فلا يبالون بتلك المواثيق؛ بل ينقضونها، ويتركون أوامره ويرتكبون نواهيه؛ وينقضون العهود التي بينهم وبين الخلق).
قال تعالى: ﴿وَإِنْ نَكَثُوا أَيْمَانَهُمْ مِنْ بَعْدِ عَهْدِهِمْ وَطَعَنُوا فِي دِينِكُمْ فَقَاتِلُوا أَئِمَّةَ الْكُفْرِ إِنَّهُمْ لَا أَيْمَانَ لَهُمْ لَعَلَّهُمْ يَنْتَهُونَ ۝١٢﴾ [التوبة:12].
قال الرازي: (وَإِن نَّكَثُواْ أَيْمَانَهُم أي: نقضوا عهودهم).
وقال السدي: (إن نكثوا عهدهم الذي عاهدوا على الإسلام وطعنوا فيه، فقاتلوهم).
وقال تعالى: ﴿فَبِمَا نَقْضِهِمْ مِيثَاقَهُمْ وَكُفْرِهِمْ بِآيَاتِ اللَّهِ وَقَتْلِهِمُ الْأَنْبِيَاءَ بِغَيْرِ حَقٍّ وَقَوْلِهِمْ قُلُوبُنَا غُلْفٌ بَلْ طَبَعَ اللَّهُ عَلَيْهَا بِكُفْرِهِمْ فَلَا يُؤْمِنُونَ إِلَّا قَلِيلًا ۝١٥٥﴾ [النساء:155].
قال ابن كثير: (وهذه من الذنوب التي ارتكبوها، مما أوجب لعنتهم، وطردهم، وإبعادهم عن الهدى، وهو نقضهم المواثيق والعهود التي أخذت عليهم).
قال ابن عباس: (هو ميثاق أخذه الله على أهل التوراة فنقضوه).
وقال تعالى: ﴿إِنَّ الَّذِينَ يُبَايِعُونَكَ إِنَّمَا يُبَايِعُونَ اللَّهَ يَدُ اللَّهِ فَوْقَ أَيْدِيهِمْ فَمَنْ نَكَثَ فَإِنَّمَا يَنْكُثُ عَلَى نَفْسِهِ وَمَنْ أَوْفَى بِمَا عَاهَدَ عَلَيْهُ اللَّهَ فَسَيُؤْتِيهِ أَجْرًا عَظِيمًا ۝١٠﴾ [الفتح:10].
قال السمرقندي: (فمن نكث يعني: نقض العهد، والبيعة فإنَّما ينكث على نفسه يعني: عقوبته على نفسه).
وقال ابن عطية: (أنَّ من نكث يعني من نقض هذا العهد، فإنَّما يجني على نفسه، وإيَّاها يهلك، فنكثه عليه لا له).
وضرب الله مثلاً لمن ينقض عهده إذ قال:
﴿وَلَا تَكُونُوا كَالَّتِي نَقَضَتْ غَزْلَهَا مِنْ بَعْدِ قُوَّةٍ أَنْكَاثًا تَتَّخِذُونَ أَيْمَانَكُمْ دَخَلًا بَيْنَكُمْ أَنْ تَكُونَ أُمَّةٌ هِيَ أَرْبَى مِنْ أُمَّةٍ إِنَّمَا يَبْلُوكُمُ اللَّهُ بِهِ وَلَيُبَيِّنَنَّ لَكُمْ يَوْمَ الْقِيَامَةِ مَا كُنْتُمْ فِيهِ تَخْتَلِفُونَ ۝٩٢﴾ [النحل:92].
فقال مثل الَّذي نقض العَهْد كَمثل الْغَزل الَّتِي نقضت تِلْكَ الْمَرْأَة الحمقاء. كان لعمرو بن كعب بن سعد بنت، تسمى ريطة، وكانت إذا غزلت الصوف أو شيئًا آخر نقضته لحمقها، فقال: ولا تنقضوا أي: لا تنكثوا العهود بعد توكيدها كما نقضت تلك الحمقاء غزلها، من بعد قوة من بعد إبرامه أنكاثًا، يعني نقضًا، فلا هو غزل تنتفع به، ولا صوف ينتفع به، فكذا الذي يعطي العهد ثم ينقضه لا هو وفي بالعهد إذا أعطاه، ولا هو ترك العهد فلم يعطه، وضرب مثلًا آخر لناقض العهد فقال: ﴿وَلَا تَتَّخِذُوا أَيْمَانَكُمْ دَخَلًا بَيْنَكُمْ فَتَزِلَّ قَدَمٌ بَعْدَ ثُبُوتِهَا وَتَذُوقُوا السُّوءَ بِمَا صَدَدْتُمْ عَنْ سَبِيلِ اللَّهِ وَلَكُمْ عَذَابٌ عَظِيمٌ ۝٩٤﴾ [النحل:94] أي: عهودكم بالمكر والخديعة، فتزل قدم بعد ثبوتها، يقول: إنَّ ناقض العهد يزل في دينه عن الطاعة كما تزل قدم الرجل بعد الاستقامة.
- في السُّّنة:

عن أنس بن مالك  قال: قال رسول الله ﷺ: «من صلَّى صلاتنا، واستقبل قبلتنا، وأكل ذبيحتنا، فذلك المسلم الذي له ذمة الله وذمة رسوله، فلا تخفروا الله في ذمته».
قال ابن رجب: (... ((فلا تخفروا الله في ذمته)). أي: لا تغدروا بمن له عهد من الله ورسوله، فلا تفوا له بالضمان، بل أوفوا له بالعهد).
عن علي  قال: «ما عندنا شيء إلا كتاب الله وهذه الصحيفة عن النَّبي ﷺ... ذمة المسلمين واحدة، فمن أخفر مسلمًا فعليه لعنة الله، والملائكة، والناس أجمعين، لا يقبل منه صرفٌ ولا عدل».
وفي رواية مسلم: «ذمة المسلمين واحدة يسعى بها أدناهم».
قال النووي: (قوله ﷺ: ((ذمَّة المسلمين واحدة يسعى بها أدناهم)). المراد بالذمة هنا الأمان. معناه: أنَّ أمان المسلمين للكافر صحيح، فإذا أمَّنه به أحد المسلمين، حرُم على غيره التعرُّض له، ما دام في أمان المسلم، وللأمان شروط معروفة... وقوله ﷺ: ((فمن أخفر مسلمًا فعليه لعنة الله)). معناه: من نقض أمانَ مسلم فتعرَّض لكافر أمَّنه مسلم، قال أهل اللغة: يقال: أخفرتُ الرجل إذا نقضتُ عهده، وخفرته إذا أمَّنته).
وقال ابن حجر: (قوله: ((ذمَّة المسلمين واحدة)) أي: أمانهم صحيح، فإذا أمَّن الكافرَ واحدٌ منهم حرُم على غيره التعرُّض له... وقوله: ((يسعى بها)) أي: يتولَّاها ويذهب ويجيء، والمعنى: أنَّ ذمَّة المسلمين سواء صدرت من واحد أو أكثر، شريف أو وضيع، فإذا أمَّن أحد من المسلمين كافرًا وأعطاه ذمَّةً لم يكن لأحد نقضه، فيستوي في ذلك الرجل والمرأة، والحرَّ والعبد؛ لأنَّ المسلمين كنفس واحدة... وقوله: ((فمن أخفر)) أي: نقض العهد، يقال: خفرته بغير ألف أمَّنته، وأخفرته نقضت عهده).
- في أقوال السلف والعلماء والحكماء:

-قال محمد بن كعب القرظي: (ثلاث خصال مَن كُنَّ فيه كُنَّ عليه: البَغْي، والنُّكْث، والمكر. وقرأ: ﴿وَلَا يَحِيقُ الْمَكْرُ السَّيِّئُ إِلَّا بِأَهْلِهِ﴾ [فاطر:43]، ﴿يَا أَيُّهَا النَّاسُ إِنَّمَا بَغْيُكُمْ عَلَى أَنْفُسِكُمْ﴾ [يونس:23]، ﴿فَمَنْ نَكَثَ فَإِنَّمَا يَنْكُثُ عَلَى نَفْسِهِ﴾ [الفتح:10]).
-وقال أبو العالية: (ستُّ خصال في المنافقين، إذا كانت فيهم الظَّهرة على النَّاس أظهروا هذه الخصال: إذا حدَّثوا كذبوا، وإذا وعدوا أخلفوا، وإذا ائتمنوا خانوا، ونقضوا عهد الله من بعد ميثاقه، وقطعوا ما أمر الله به أن يوصل، وأفسدوا في الأرض، وإذا كانت الظَّهرة عليهم أظهروا الخصال الثَّلاث: إذا حدَّثوا كذبوا، وإذا وعدوا أخلفوا، وإذا ائتمنوا خانوا).
وقالوا: من نقض عهده، ومنع رفده، فلا خير عنده. وقالوا: من علامات النفاق، نقض العهد والميثاق. وقالوا: الغالب بالغدر مغلول، والناكث للعهد ممقوت مخذول.

### صور نقض العهد
نقض العهد قد يقع بصور عدة منها:
1. نقض العهد الذي وصى الله به خلقه من فعل ما يحبه الله ويرضاه من الأقوال والأفعال، وترك ما لا يحبه الله ولا يرضاه من الأقوال والأفعال، والذي تضمنته كتبه المنزلة، وبلَّغه رسله عليهم الصلاة والسلام، ومعنى نقض هذا العهد ترك العمل به.
2. نقض العهد الذي أعطاه الشارع الحكيم للكفار غير المحاربين، من أهل الذمة والمستأمنين، وكذلك المعاهدين، دون مبرر شرعي يقتضي ذلك، قال ﷺ: «ألا من قتل نفسًا معاهدة له ذمة الله وذمة رسوله، فقد أخفر بذمة الله فلا يرح رائحة الجنة، وإنَّ ريحها ليوجد من مسيرة سبعين خريفًا».[26]
3. نقض العهد الذي للإمام ونائبه على المسلمين، من وجوب الطاعة في المعروف، ونصرة دين الله عزَّ وجلَّ دون مبرر شرعي يقتضي ذلك.
4. خلف الموعد بأن يعطي موعدًا وفي نيته عدم الوفاء، أما إذا أعطى موعدًا وفي نيته الوفاء ولم يف لأمر خارج عن إرادته فلا يعد ذلك نقضًا للوعد.

### نقض اليهود للعهود في عصر النبي
قال ابن تيمية: (إن المدينة كان فيما حولها ثلاثة أصناف من اليهود، وهم: بنو قينقاع، وبنو النضير، وبنو قريظة، وكان بنو قينقاع والنضير حلفاء الخزرج، وكانت قريظة حلفاء الأوس، فلما قدم النَّبي ﷺ هادنهم، ووادعهم مع إقراره لهم، ولمن كان حول المدينة من المشركين من حلفاء الأنصار على حلفهم، وعهدهم الذي كانوا عليه، حتى أنه عاهد اليهود على أن يعينوه إذا حارب، ثم نقض العهد بنو قينقاع، ثم النضير، ثم قريظة).
وقال ابن إسحاق: (حدَّثني عاصم بن [عمر بن قتادة: أنَّ بني قينقاع كانوا أوَّل يهود نقضوا ما بينهم وبين رسول الله ﷺ، وحاربوا فيما بين بدر وأحد. قال ابن هشام: وذكر عبد الله بن جعفر بن المسور بن مخرمة عن أبي عون قال: كان من أمر بني قينقاع أنَّ امرأة من العرب قدمت بجلب لها، فباعته بسوق بني قينقاع، وجلست إلى صائغ بها، فجعلوا يريدونها على كشف وجهها فأبت، فعمد الصَّائغ إلى طرف ثوبها فعقده إلى ظهرها، فلمَّا قامت انكشفت سوءتها فضحكوا بها، فصاحت، فوثب رجل من المسلمين على الصَّائغ فقتله، وكان يهوديًّا، وشدَّ اليهود على المسلم فقتلوه، فاستصرخ أهل المسلم المسلمين على اليهود، فغضب المسلمون، فوقع الشَّرُّ بينهم وبين بني قينقاع).

### حكم نقض العهد
نقض العهد كبيرة من كبائر الذنوب: وقد أمر الله المؤمنين بالوفاء بالعهود، وحرمَّ عليهم نقضها فقال: ﴿وَأَوْفُوا بِالْعَهْدِ إِنَّ الْعَهْدَ كَانَ مَسْئُولًا ۝٣٤﴾ [الإسراء:34]، وقال: ﴿يَا أَيُّهَا الَّذِينَ آمَنُوا أَوْفُوا بِالْعُقُودِ﴾ [المائدة:1]، وتوجد الكثير من الأدلة في الكتاب والسنة التي تأمر بوجوب الوفاء بالعهد وتحرم نقضه، قال ابن عطية: (وكل عهد جائز بين المسلمين فنقضه لا يحلُّ).
وقال ابن حجر: (عَدُّ هذا من الكبائر هو ما وقع في كلام غير واحد).

### أقوال شعراء العرب في نقض العهد
قال الشاعر:
وقال آخر:
وقال آخر: